# Борачок Северин Юліанович
Северин Юліанович Борачо́к (англ. Severinus Boraczok; 22 червня 1898, Сороцьке — 8 липня 1975, Ричмонд) — український і американський живописець-постімпресіоніст; член Асоціації незалежних українських митців та багатьох французьких, німецьких та польських мистецьких товариств. Брат живописця Мар'яна Борачка.

## Життєпис
Народився 22 червня 1898 в селі Сороцькому (нині Тернопільський район Тернопільської області, Україна). Син греко-католицького священника отця Юрія. Після смерті батька, родина переїхала до Теребовлі. Навчання розпочав у Теребовлянській реальній гімназії, звідки пішов добровольцем на фронт першої світової війни, як воїн легіону Українських січових стрільців.
Протягом 1921—1924 років навчався на відділі рисунків у Краківській академії мистецтв. Був учнем Владислава Яроцького, Ігнація Пєньковського, Юзефа Панкевича. Під впливом останнього у 1923 році долучився до Паризького комітету, метою якого було організувати поїздку до Парижа для продовження мистецької освіти. З 1924 по 1933 рік перебував у Парижі, де окрім навчання вів активну творчу і виставкому діяльність.
З 1927 року проводив розкопки біля Теребовлянського монастиря, під час яких були виявлені знахідки часів неоліту, княжої та козацької доби. На їх основі заснував і очолив Музей імені князя Василька, що діяв протягом 1933—1944 років.
У 1944 році перебрався до Мюнхена, де взяв участь у створенні Української спілки образотворчих мистців, став заступником її голови — Едварда Козака. Від 1962 року мешкав у Сполучених Штатах Америки. Спочатку поселився біля Ричмонда, а з 1965 року жив у рідної сестри Д. Крохмалюк.
Помер 8 липня 1975 року в місті Ричмонді, там і похований.

## Творчість
Працював у галузях станкового (писав переважно гуашами, менше оліями і темперою: сцени з життя, портрети, натюрморти, пейзажі) та монументального живопису. Серед робіт картини «Дівчина спить», «Натюрморт», «Приятельки», «Ярмарок», «Автопортрет», «Танцюристи», «Пейзаж» (1931), «У човні», «Полудень», «Міський пейзаж» (1960-ті), «Коник» (1970-ті).
Розписав церкву Святого Миколи в Теребовлі. Продовжив поліхромію церкви Вознесіння в селі Настасеві, яку розпочали Дем'ян Горняткевич, Михайло Зорій, Андрій Наконечний. Приблизно на той час припадає розпис нави церкви Святого апостола Івана Богослова в селі Ілавчому.
З 1969 року деякий час працював у кольоровому склі, з якого творив мозаїчні композиції («Коні», «Над річкою»). Цією технікою виконав ікони для іконостаса в каплиці Українського дому у Маквіллері.
Окрім живопису успішно працював у техніці деревориту. Найбільш відомі його твори: «Гуцул», «Гуцулка», «Українська церква».

### Виставкова діяльність
Брав участь у виставках, зокрема:
- у 1929 році у виставці у Парижі, організованій послом Польщі у Франції Альфредом Хлаповським та Об'єднанням польських художників у Парижі (відзначений нагородою)[4];
- навесні 1930 року у паризькій галереї «Жак» у першій офіційній виставці Паризького комітету та в інших виставках Паризького комітету: навесні 1931 року у Парижі, у Варшаві того ж року у Польському мистецькому комітеті та у 1934 році в Інституті пропаганди мистецтва[5];
- у першій виставці Асоціації незалежних українських митців в приміщенні Національного музею у Львові, що відкрилася з 20 вересня 1931 року[9];
- у виставці Асоціації незалежних українських митців у Львові, що відкрилася з 16 грудня 1934 року. Експонував твори: «Прачки», «Сніданок», «Пейзаж», «Мертва природа», «Млин», «Над річкою», «На пляжі», «Квіти», "Город"у[9];
- у 1938 році у багатьох провінційних містечках Польщі та Салоні 35 у Познані[10];
- У 1947 році у виставці табору українських переміщених осіб «Орлику» у Берхтесгадені та у грудні того ж року у таборі в Регесбурзі[6];
- у 1954 році в Парижі в галереї Сімона Вадіньє[6];
- у 1956 році у виставці українського мистецтва у Пенсильванії. Експонував твори: «Їздець і кінь», «Дівчина», «Мертва природа»[7];
- у 1960 році у міжнародній виставці в Детройті. Експонував твори: «Спляча дівчина», «Приятельки», «Танцюристка», «Мертва природа», виконані крейдою[7];
- у вересні 1966 року провів персональну виставку в місті Огасті[7].